# Distrito del Litoral (Bolivia)
Distrito del Litoral fue un distrito constitucional que existió entre 1839 a 1867, como una división administrativa de la República de Bolivia.

## Historia
El 1 de julio de 1829, el presidente Andrés de Santa Cruz, mediante decreto, creó la Provincia de Atacama como una provincia independiente con un gobernador que respondía directamente al presidente, denominada Litoral, alcanzando así una jerarquía superior a una provincia común, pero inferior a un departamento. 

El Desierto del Atacama y la Puna en 1830.

En 1839, el presidente José Miguel de Velasco, mediante la constitución de 1939,  elevó el rango de la provincia autónoma y creó el Distrito del Litoral a distrito con un prefecto.

### Disputa territorial
Hasta 1840 la soberanía ejercida por el gobierno de Bolivia sobre la región no fue cuestionada efectivamente por Chile a pesar de sus derechos histórico, sin embargo, el 31 de octubre de 1843, Chile creó la provincia de Atacama incluyendo a Paposo. El presidente de Chile, Manuel Bulnes, envió expertos a reconocer la costa atacameña. De esto dio cuenta al Congreso en un mensaje dirigido el 13 de julio de 1842, en que informaba que juzgó:

necesario mandar una comisión exploradora a examinar el litoral comprendido entre el puerto de Coquimbo y el morro de Mejillones con el fin de descubrir si en el territorio de la República existían algunas guaneras cuyo beneficio pudiera proporcionar un ramo nuevo de ingreso a la hacienda pública...
Manuel Bulnes

Como resultado de dicha investigación, se dictó la ley de 13 de octubre de 1842, que declaró de propiedad nacional las guaneras al sur de la bahía de Mejillones, y que dispuso que ningún barco podría cargar este producto sin permiso de las autoridades chilenas. Se facultaba además al Presidente de la República para gravar la exportación del guano con derechos de aduana.
En este periodo, exploradores e industriales -chilenos y extranjeros- recorrieron la zona, descubriendo yacimientos minerales e instalando explotaciones a lo largo de la costa. Hacia 1850, la Hacienda de Paposo pertenecía a la familia chilena Gallo Goyenechea, oriunda de Copiapó, quienes trabajaban el mineral de cobre que existía en sus cercanías. También se explotaba el guano.
Según el tratado de 1866, se estableció la frontera entre Chile y Bolivia sobre el paralelo 24º, pero estableciendo un área de intereses comunes entre los 23° y 25° de latitud sur.